# Malik Izzat
Malik Izzat (o Izzat Malik) fou una princesa persa.
Es va casar amb el cobànida Hasan-i Küčik, a qui se suposa que va ser infidel. El 15 de desembre de 1343, durant una campanya contra Bagdad, Izzat Malik va assassinar al seu marit per temor que es descobrís la seva infidelitat infidel. La mort de Hasan fou horrible; els parents del difunt la van matar i la van tallar a trossos que es van menjar com a revenja.